# Hayato Araki
Hayato Araki (荒木 隼人?, Araki Hayato; Kadoma, 7 agosto 1996) è un calciatore giapponese, difensore del Sanfrecce Hiroshima e della nazionale giapponese.

## Caratteristiche tecniche
È un difensore centrale.

## Carriera

### Club

#### Inizi
È stato il capitano delle giovanili del Sanfrecce Hiroshima e del Kansai Daigaku. Nel 2018 è stato eletto come miglior calciatore giovane dell'intera regione del Kansai.

#### Sanfrecce Hiroshima
Il 26 luglio 2018 il Sanfrecce ha comunicato che Araki si sarebbe unito alla squadra per la stagione 2019.
Fa il suo debutto con la maglia del Sanfrecce in occasione dello spareggio per la qualificazione all'AFC Champions League 2019, in cui il 19 febbraio 2019 vincono ai calci di rigore contro il Chiangrai Utd.
Il 9 marzo 2019 fa il suo esordio anche in J1 League, entrando al 61º minuto al posto di Gakuto Notsuda nella vittoria contro il Cerezo Osaka (1-0).

### Nazionale
Nel 2022 ha giocato una partita nella nazionale maggiore giapponese.

## Statistiche

### Presenze e reti nei club
Statistiche aggiornate all'8 dicembre 2024.
| Stagione                   | Squadra                    | Campionato                 | Campionato | Campionato | Coppe nazionali | Coppe nazionali | Coppe nazionali | Coppe continentali | Coppe continentali | Coppe continentali | Altre coppe | Altre coppe | Altre coppe | Totale | Totale |
| Stagione                   | Squadra                    | Comp                       | Pres       | Reti       | Comp            | Pres            | Reti            | Comp               | Pres               | Reti               | Comp        | Pres        | Reti        | Pres   | Reti   |
| -------------------------- | -------------------------- | -------------------------- | ---------- | ---------- | --------------- | --------------- | --------------- | ------------------ | ------------------ | ------------------ | ----------- | ----------- | ----------- | ------ | ------ |
| 2019                       | Sanfrecce Hiroshima        | J1                         | 24         | 2          | CG+CdL          | 1+1             | 0               | ACL                | 8                  | 1                  | -           | -           | -           | 34     | 3      |
| 2020                       | Sanfrecce Hiroshima        | J1                         | 33         | 1          | CdL             | 1               | 0               | -                  | -                  | -                  | -           | -           | -           | 34     | 1      |
| 2021                       | Sanfrecce Hiroshima        | J1                         | 36         | 2          | CG+CdL          | 0+2             | 0               | -                  | -                  | -                  | -           | -           | -           | 38     | 2      |
| 2022                       | Sanfrecce Hiroshima        | J1                         | 31         | 2          | CG+CdL          | 6+10            | 0+1             | -                  | -                  | -                  | -           | -           | -           | 47     | 3      |
| 2023                       | Sanfrecce Hiroshima        | J1                         | 32         | 1          | CG+CdL          | 2+4             | 0               | -                  | -                  | -                  | -           | -           | -           | 38     | 1      |
| 2024                       | Sanfrecce Hiroshima        | J1                         | 27         | 3          | CG+CdL          | 3+5             | 0               | ACL-2              | 2                  | 1                  | -           | -           | -           | 37     | 4      |
| 2025                       | Sanfrecce Hiroshima        | J1                         | 0          | 0          | CG+CdL          | 0               | 0               | ACL                | 0                  | 0                  | -           | -           | -           | 0      | 0      |
| Totale Sanfrecce Hiroshima | Totale Sanfrecce Hiroshima | Totale Sanfrecce Hiroshima | 183        | 11         |                 | 35              | 1               |                    | 10                 | 2                  |             | -           | -           | 228    | 14     |
| Totale carriera            | Totale carriera            | Totale carriera            | 183        | 11         |                 | 35              | 1               |                    | 10                 | 2                  |             | -           | -           | 228    | 14     |

### Cronologia presenze e reti in nazionale
| Cronologia completa delle presenze e delle reti in nazionale ― Giappone | Cronologia completa delle presenze e delle reti in nazionale ― Giappone | Cronologia completa delle presenze e delle reti in nazionale ― Giappone | Cronologia completa delle presenze e delle reti in nazionale ― Giappone | Cronologia completa delle presenze e delle reti in nazionale ― Giappone | Cronologia completa delle presenze e delle reti in nazionale ― Giappone | Cronologia completa delle presenze e delle reti in nazionale ― Giappone | Cronologia completa delle presenze e delle reti in nazionale ― Giappone |
| Data                                                                    | Città                                                                   | In casa                                                                 | Risultato                                                               | Ospiti                                                                  | Competizione                                                            | Reti                                                                    | Note                                                                    |
| ----------------------------------------------------------------------- | ----------------------------------------------------------------------- | ----------------------------------------------------------------------- | ----------------------------------------------------------------------- | ----------------------------------------------------------------------- | ----------------------------------------------------------------------- | ----------------------------------------------------------------------- | ----------------------------------------------------------------------- |
| 24-7-2022                                                               | Toyota                                                                  | Giappone                                                                | 0 – 0                                                                   | Cina                                                                    | Coppa dell'Asia orientale 2022                                          | -                                                                       |                                                                         |
| 8-7-2025                                                                | Yongin                                                                  | Giappone                                                                | 6 – 1                                                                   | Hong Kong                                                               | Coppa dell'Asia orientale 2025                                          | -                                                                       |                                                                         |
| 15-7-2025                                                               | Yongin                                                                  | Corea del Sud                                                           | 0 – 1                                                                   | Giappone                                                                | Coppa dell'Asia orientale 2025                                          | -                                                                       |                                                                         |
| Totale                                                                  |                                                                         | Presenze                                                                | 3                                                                       |                                                                         | Reti                                                                    | 0                                                                       |                                                                         |

## Palmarès

### Club

#### Competizioni nazionali
- Coppa J. League: 1

Sanfrecce Hiroshima: 2022
- Supercoppa del Giappone: 1

Sanfrecce Hiroshima: 2025

### Nazionale
- Coppa dell'Asia orientale: 1

2022